# ألان هانسن (لاعب كرة قدم)
ألان هانسن هو لاعب كرة قدم دنماركي، ولد في 7 نوفمبر 1960.